# Asamkhyeya
Un asaṃkhyaya (en sánscrito: असंख्येय) es un nombre hindú/budista para el número 10140, o alternativamente para el número {\displaystyle 10^{(a\cdot 2^{b})}} como se describe en el Sutra Avatamsaka. El valor del número es diferente dependiendo de la traducción. Es {\displaystyle 10^{(5\cdot 2^{103})}} En la traducción de Buddhabhadra, {\displaystyle 10^{(7\cdot 2^{103})}} en la de Shikshananda y {\displaystyle 10^{(10\cdot 2^{104})}} en la de Thomas Cleary, que pudo haber cometido un error en el cálculo. En estas tradiciones religiosas, la palabra tiene el significado de 'incalculable'.

## Origen
Asaṃkhyaya es una palabra sánscrita que aparece a menudo en los textos budistas. Por ejemplo, se dice que Shakyamuni Buda practicó durante cuatro grandes Asaṃkhyayas Kalpas antes de convertirse en Buda.
La palabra "asaṃkhyaya" en sánscrito literalmente significa "innumerable" en el sentido de "infinito". También es el título de las deidades hindúes Vishnu y Shiva. La palabra aparece en Stanza 27 del Visnú-sajasra-nama, "Asankyoyo-aprameyaatmaa": uno que tiene innumerables nombres y formas.